# Poliomawirusy

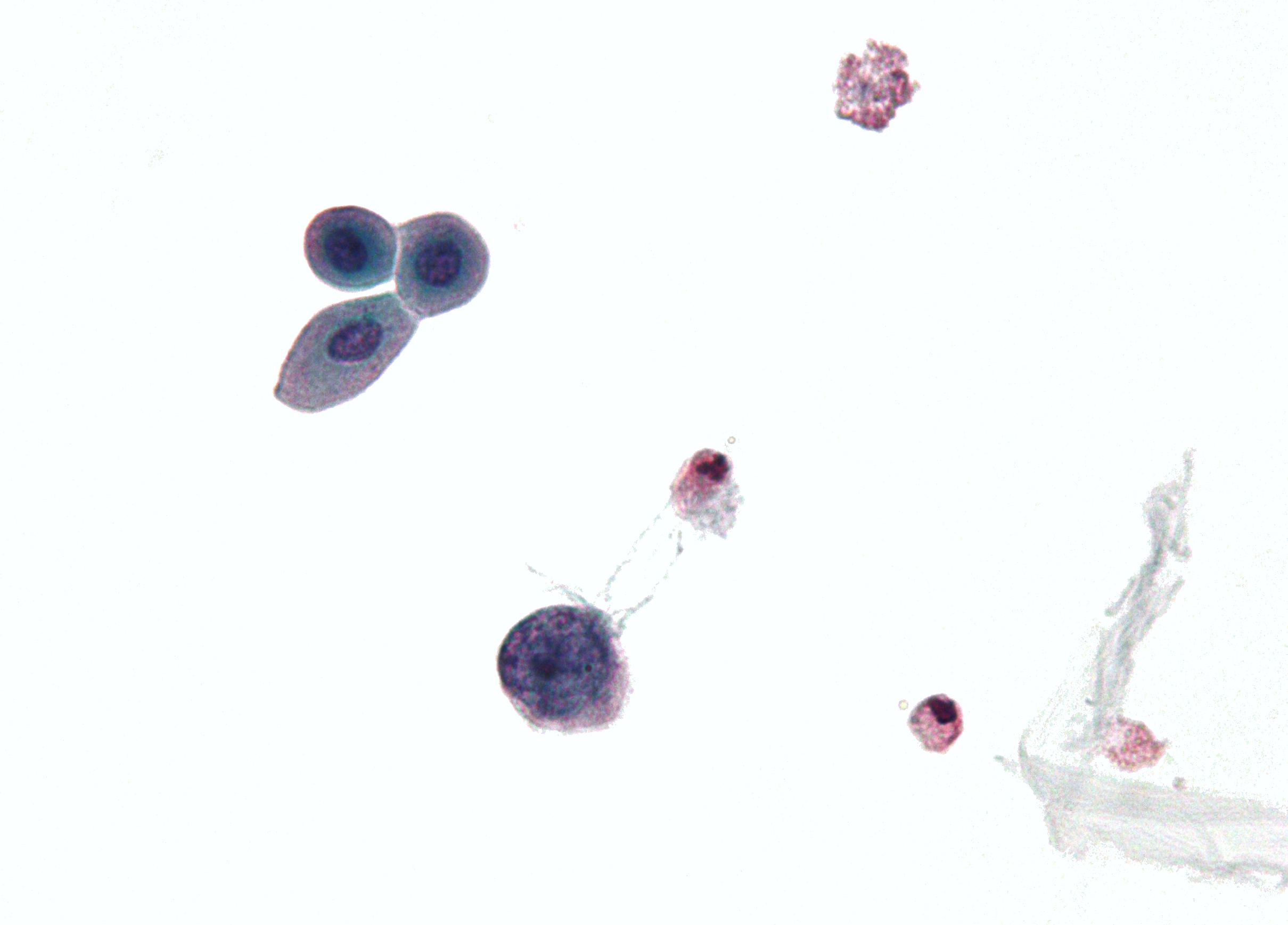
Mikrofotografia pokazująca komórki zainfekowane polimawirusem

Poliomawirusy (Polyomaviridae, z gr. poli-oma – liczne guzy) – rodzina wirusów, zaliczanych do grupy papowawirusów, charakteryzująca się następującymi cechami:
- Symetria: ikosaedralna
- Otoczka lipidowa: brak
- Kwas nukleinowy: kolisty dsDNA
- Replikacja: zachodzi w jądrze zakażonej komórki
- Wielkość: ok. 45 nm
- Gospodarz: kręgowce
- Cechy dodatkowe: w odróżnieniu od podobnych do nich papillomawirusów, są łatwe w hodowli na standardowych liniach komórkowych i wywołują efekty cytopatyczne

## Systematyka
Wśród poliomawirusów wyróżnia się tylko jeden rodzaj Polyomavirus. Z medycznego lub naukowego punktu widzenia najistotniejsze są trzy gatunki:
- Rodzina: Polyomaviridae (Poliomawirusy)
  - Rodzaj: Polyomavirus
    - Simian virus 40 (SV40)
    - BK polyomavirus (BKPyV), wirus BK
    - JC polyomavirus (JCPyV), wirus JC

### Wirus BK
Wirus BK – wyizolowany został od pacjenta o takich inicjałach w roku 1971. Jest on bardzo powszechnym wirusem, którym większość z nas zakaża się już we wczesnym dzieciństwie. Około 70-90% dorosłych wykazuje obecność przeciwciał zarówno dla wirusa BK, jak i wirusa JC. W zasadzie nie daje żadnych objawów – pojawiają się one tylko u nielicznej grupy pacjentów, mających problemy z układem moczowym, np. przewężenie cewki moczowej. Zdrowi osobnicy nie wydalają wirusa, taka sytuacja zachodzi jedynie w okresie ciąży oraz u osób poddanych immunosupresji.

### Wirus JC
Wirus JC – podobnie do wirusa BK, jego nazwa pochodzi od inicjałów pacjenta, z którego go wyizolowano (1971). Jest on czynnikiem etiologicznym, wywołującym postępującą wieloogniskową leukoencefalopatię. Do niedawna nie miało to większego znaczenia, gdyż wirus uaktywnia się tylko u osób poddanych immunosupresji – głównie ludzi starszych lub w przypadku niektórych chorób. Jednak od czasu pojawienia się i rozprzestrzenienia się HIV, wirus JC stanowi dosyć poważny problem.
2 nowe ludzkie poliomawirusy zostały odkryte w 2007 roku w instytutach Karolinska Institutet w Sztokholmie i Washington University w St. Louis, Missouri, stąd też pochodzą ich nazwy: KI i WU. W 2008 roku zidentyfikowano wirusa, który może powodować raka neuroendokrynnego skóry. Dokładna rola trzech nowo odkrytych poliomawirusów jak dotąd nie jest jednak znana.
Wirusy polioma, wcześniej kojarzone z nowotworami, obecnie nie są uważane za istotne czynniki etiologiczne tych chorób. Wydaje się, że mogą one mieć wpływ na nowotworzenie, ich DNA występuje często w komórkach pewnych nowotworów, jednak obecnie wykazano, że większość dotychczas obserwowanych efektów tego typu związana była z innymi wirusami, współwystępującymi jedynie z BK lub JC.